# Ternstroemia subserrata
Ternstroemia subserrata là một loài thực vật có hoa trong họ Pentaphylacaceae. Loài này được (Rusby) Melch. miêu tả khoa học đầu tiên năm 1925.